# Bennett megye
Bennett megye az Amerikai Egyesült Államokban, azon belül Dél-Dakota államban található. Megyeszékhelye és legnagyobb városa Martin. Lakosainak száma 3381 fő (2020. április 1.). Bennett megye Jackson, Todd, Cherry, Oglala Lakota és Mellette megyékkel határos.

## Népesség
A megye népességének változása:
| Lakosok száma | 3442 | 3440 | 3426 | 3452 | 3423 | 3381 |
|               | 2010 | 2011 | 2012 | 2013 | 2015 | 2020 |